# 大東市
大東市（日语：／ Daitō shi */?）是位于日本大阪府東部的城市，轄區大部分皆為近畿平原，寢屋川自北側進入轄區，通過市區後轉往西進入大阪市；轄區東側為生駒山地北端的飯盛山。

## 歷史

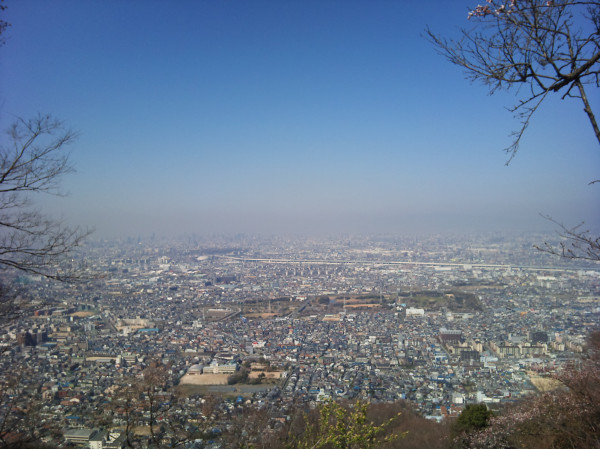
大東全景

轄內的平原區域過去為河內灣，隨著泥沙的淤積，河內灣逐漸成為河內湖，再漸漸地變成現在的平原。平安時代後，由於開設從京都前往高野山的東高野街道通過飯盛山西側的山麓，該區域開始發展繁榮，但也由於當時此地仍為低濕地帶，有豐富的漁產，曾成為當時專門提供皇室食材的區域。
在令制國時代，大部分區域屬於河內國讚良郡，西部寢屋川以北的區域屬於茨田郡。
江戶時代大部分區域為江戶幕府的直屬領地，另有少部分區域屬於郡山藩；在19世紀明治維新後，這些區域曾先後隸屬大坂裁判所（現在的大阪府）、河內縣、堺縣、郡山縣，直到1872年的第一次府縣整併中才全部劃入堺縣，但在1881年隨著堺縣被併入大阪府，再次隸屬大阪府。
1889年實施町村制，現在的大東市轄區西部在當時屬於南鄉村，中部及南部屬於住道村，東部屬於四條村；住道村和四條村先後在1937年及1952年改制為住道町和四條町，這三個行政區劃再於1956年合併為現在的大東市。
隨著日本战后经济奇迹的發展，大東市有大量產業的進駐，人口快速增加，但也伴隨許多都市問題的產生，也因為都市規劃的不完善，在1972年和1975年先後因暴雨造成河川氾濫，甚至堤防潰堤，淹沒了市區內許多區域。

### 變遷表
| 1889年4月1日 | 1889年 - 1912年          | 1912年 - 1944年           | 1945年 - 1954年           | 1955年 - 1988年           | 1988年 - 現在             | 現在                      |
| ------------ | ------------------------ | ------------------------- | ------------------------- | ------------------------- | ------------------------- | ------------------------- |
| 四條村       | 四條村                   | 四條村                    | 1952年4月1日 改制為四條町 | 1956年4月1日 合併為大東市 | 1956年4月1日 合併為大東市 | 1956年4月1日 合併為大東市 |
| 住道村       | 住道村                   | 1937年1月1日 改制為住道町 | 1937年1月1日 改制為住道町 | 1956年4月1日 合併為大東市 | 1956年4月1日 合併為大東市 | 1956年4月1日 合併為大東市 |
| 南鄉村       | 1900年3月26日 併入住道村 | 1937年1月1日 改制為住道町 | 1937年1月1日 改制為住道町 | 1956年4月1日 合併為大東市 | 1956年4月1日 合併為大東市 | 1956年4月1日 合併為大東市 |
| 南鄉村       | 南鄉村                   |                           |                           | 1956年4月1日 合併為大東市 | 1956年4月1日 合併為大東市 | 1956年4月1日 合併為大東市 |

## 行政

### 歷任市長
|   | 姓名       | 在任時間                   |
| - | ---------- | -------------------------- |
| 1 | 川口房太郎 | 1956年〜1976年             |
| 2 | 西村昭     | 1976年〜1992年             |
| 3 | 近藤松次   | 1992年〜2000年             |
| 4 | 岡本日出士 | 2000年5月5日〜2012年5月4日 |
| 5 | 東坂浩一   | 2012年5月5日〜2024年5月4日 |
| 6 | 逢坂伸子   | 2024年5月5日〜現任         |

## 交通
轄內主要鐵路車站為西日本旅客鐵道片町線的住道車站，片町線也是大東市境內唯一的鐵路路線；轄內主要客運為近鐵巴士所經營，其他也有京阪巴士和大阪城市巴士經營往至寢屋川市、門真市、大阪市的客運路線。

### 鐵路
- 西日本旅客鐵道
  -  片町線：（←四條畷市） - 四條畷車站 - 野崎車站 - 住道車站 - （東大阪市→）

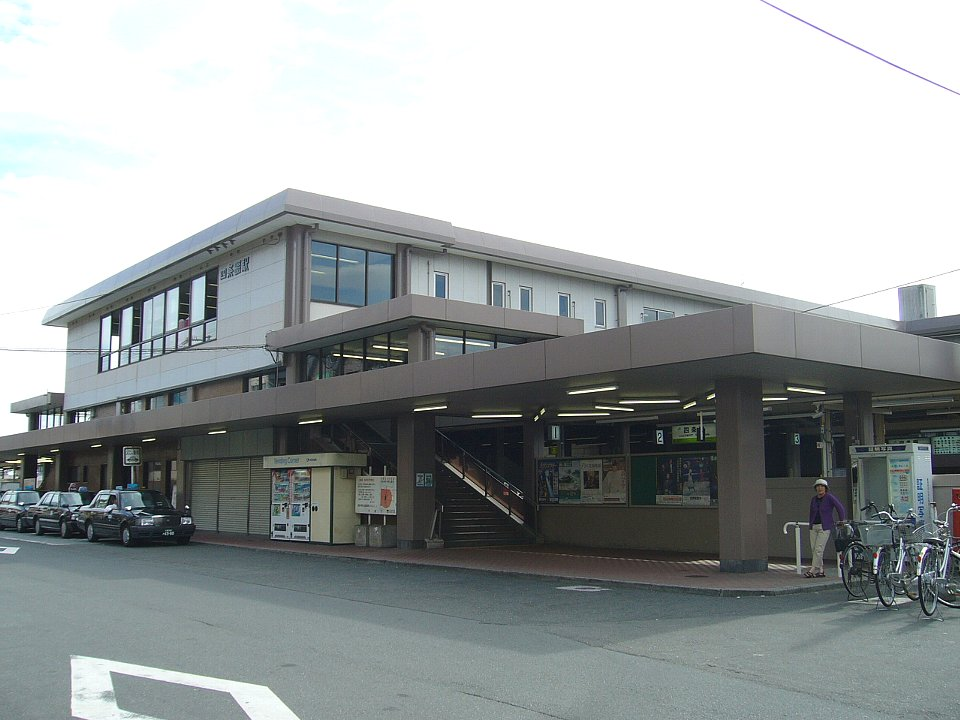
四條畷車站
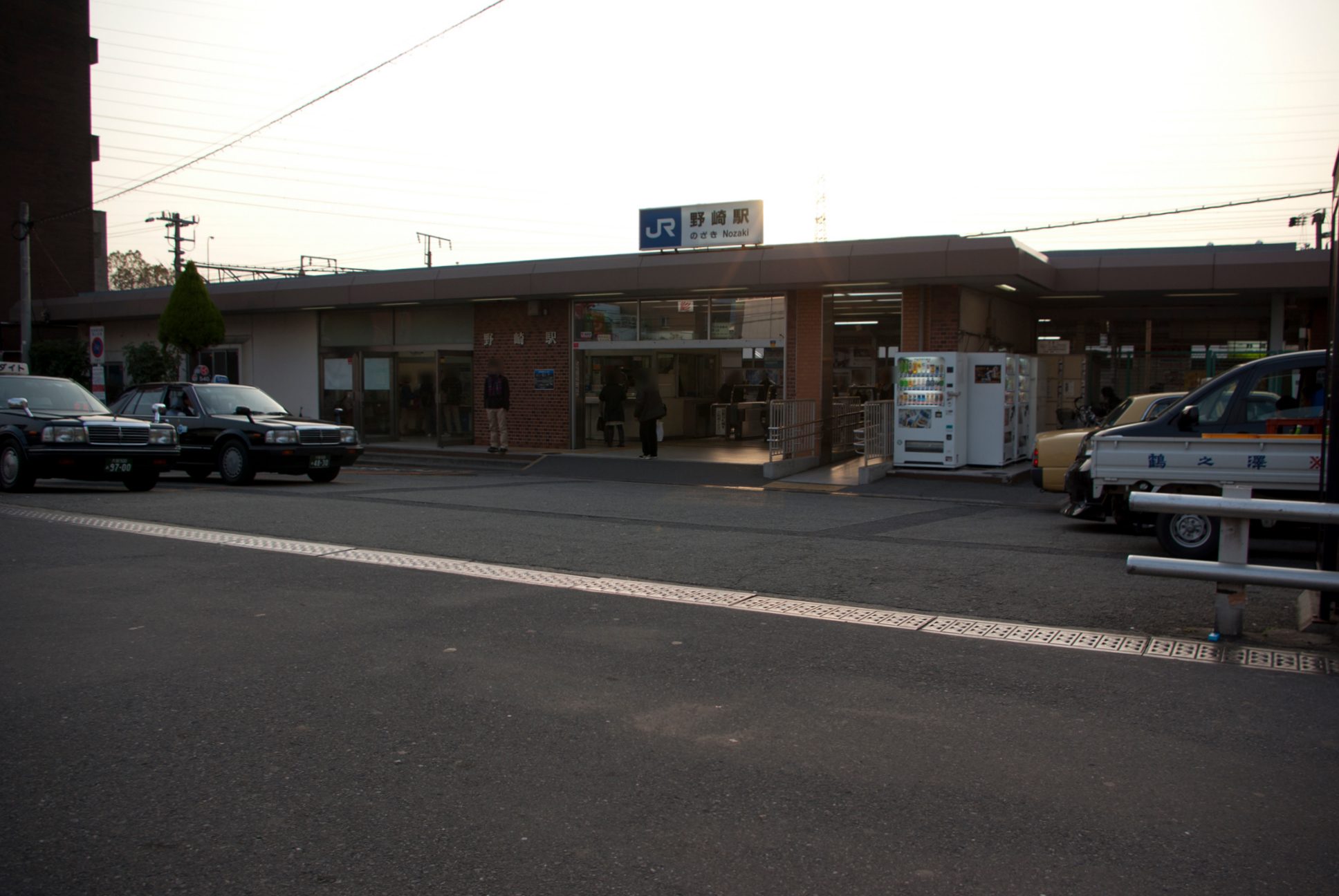
野崎車站
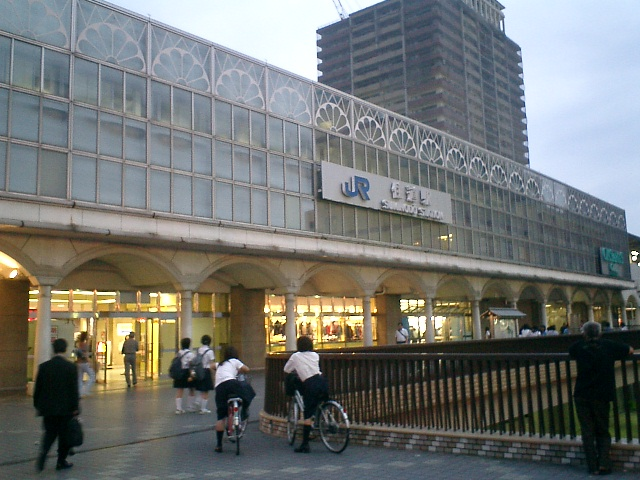
住道車站

## 教育

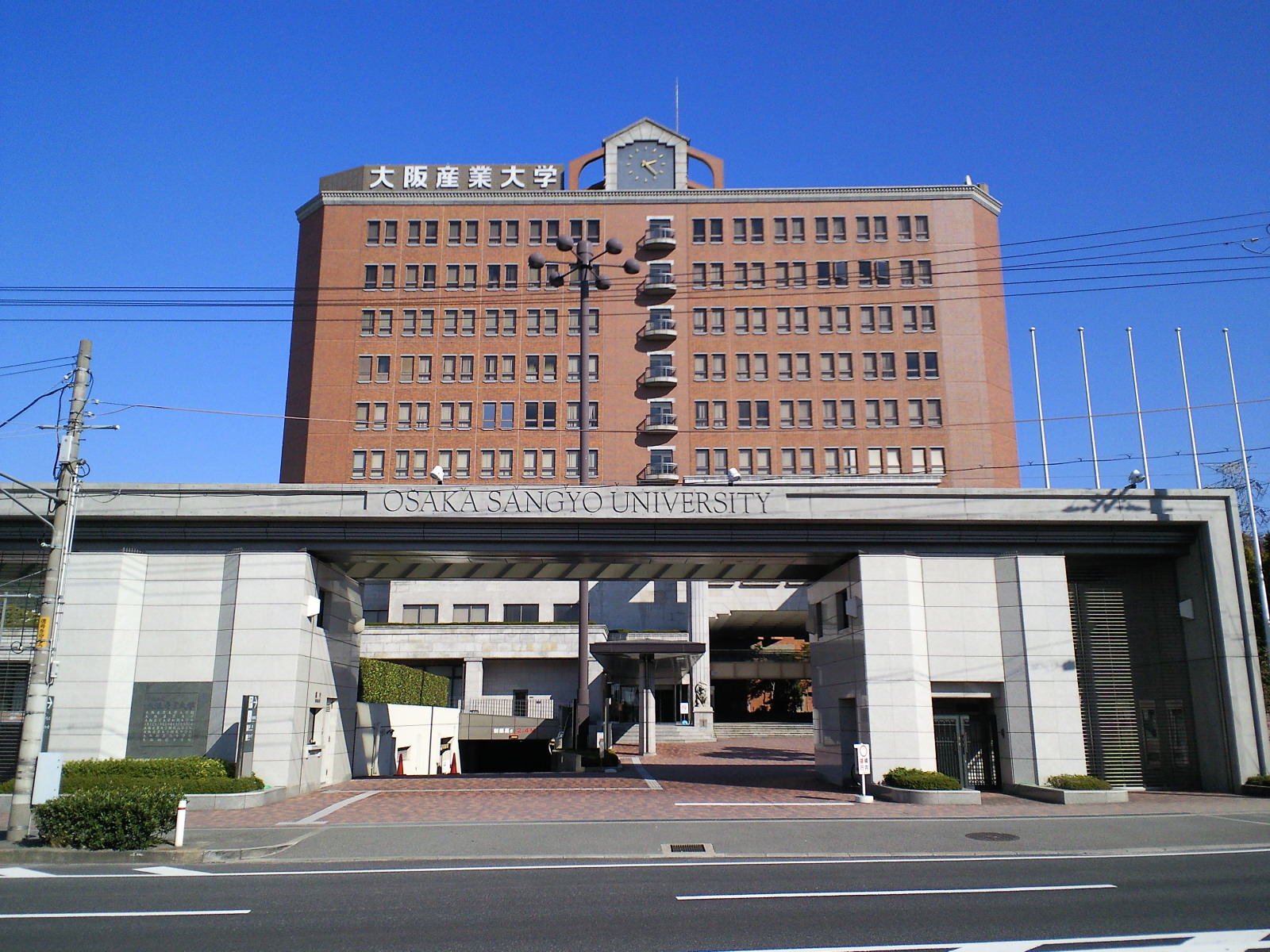
大阪產業大學中央校區校門

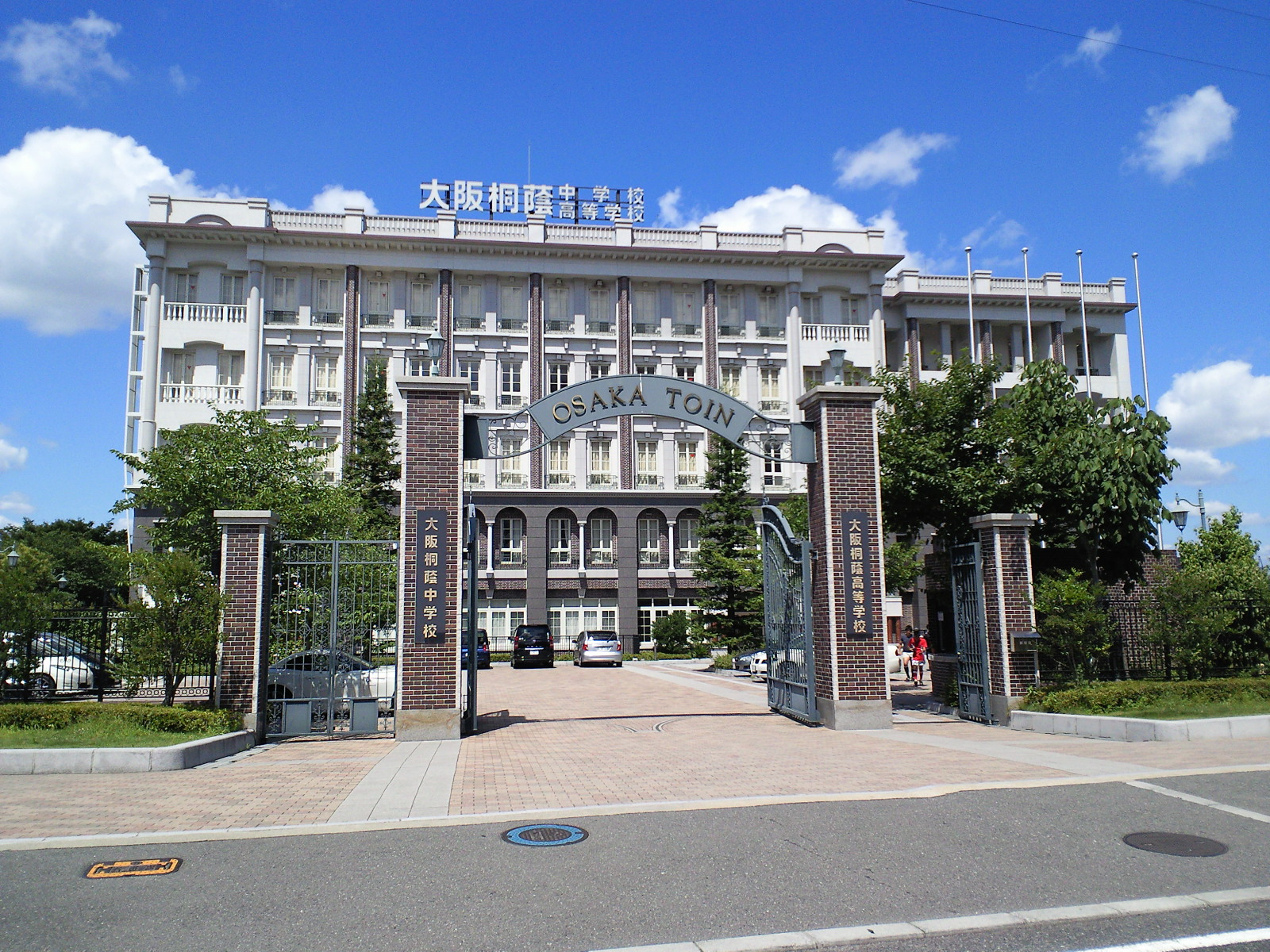
大阪桐蔭中學校・高等學校校門

大東市的高等教育學校包括：大阪产业大学、大阪产业大学短期大学部、四條畷學園大學、四条畷学园短期大学。
大阪产业大学在2007年與中國上海外國語大學合辦大阪產業大學孔子學院，四條畷學園大學和四条畷学园短期大学則屬於學校法人四條畷學園，該學園在大東市內還設有幼兒園、小學、中學、高中完整一系列的學校，其中四條畷學園高等學校的羽毛球部曾多次獲得全日本高中羽毛球比賽的冠軍。另外，轄內的大阪桐蔭高等學校的棒球部也是日本高中棒球的知名學校。

## 姊妹、友好城市
目前大東市並無任何簽屬姊妹城市或友好城市的夥伴，僅有與相鄰的四條畷市、奈良縣生駒市簽署災害時應援協定。
過去曾經在1986年與全日本同樣名為「大東」行政區劃合組『全國「大東」同名市、町會』，當時的其他成員還包括岩手縣大東町、靜岡縣大東町、島根縣大東町；但在2000年代的平成大合併中，這三個大東町先後決定與其他行政區劃合併，此後只剩下大東市一個行政區劃，因此『全國「大東」同名市、町會』在2004年解散。

## 本地出身之名人
- 中村剛也：棒球選手
- 西岡剛：棒球選手
- 星原健太：足球選手

## 外部連結
- （日語） 大東市政府的Facebook專頁
- （日語） 大東市吉祥物的Facebook專頁
- （日語） 大東市的Instagram帳戶
- （日語） YouTube上的大東市頻道